# Список умерших в 1188 году

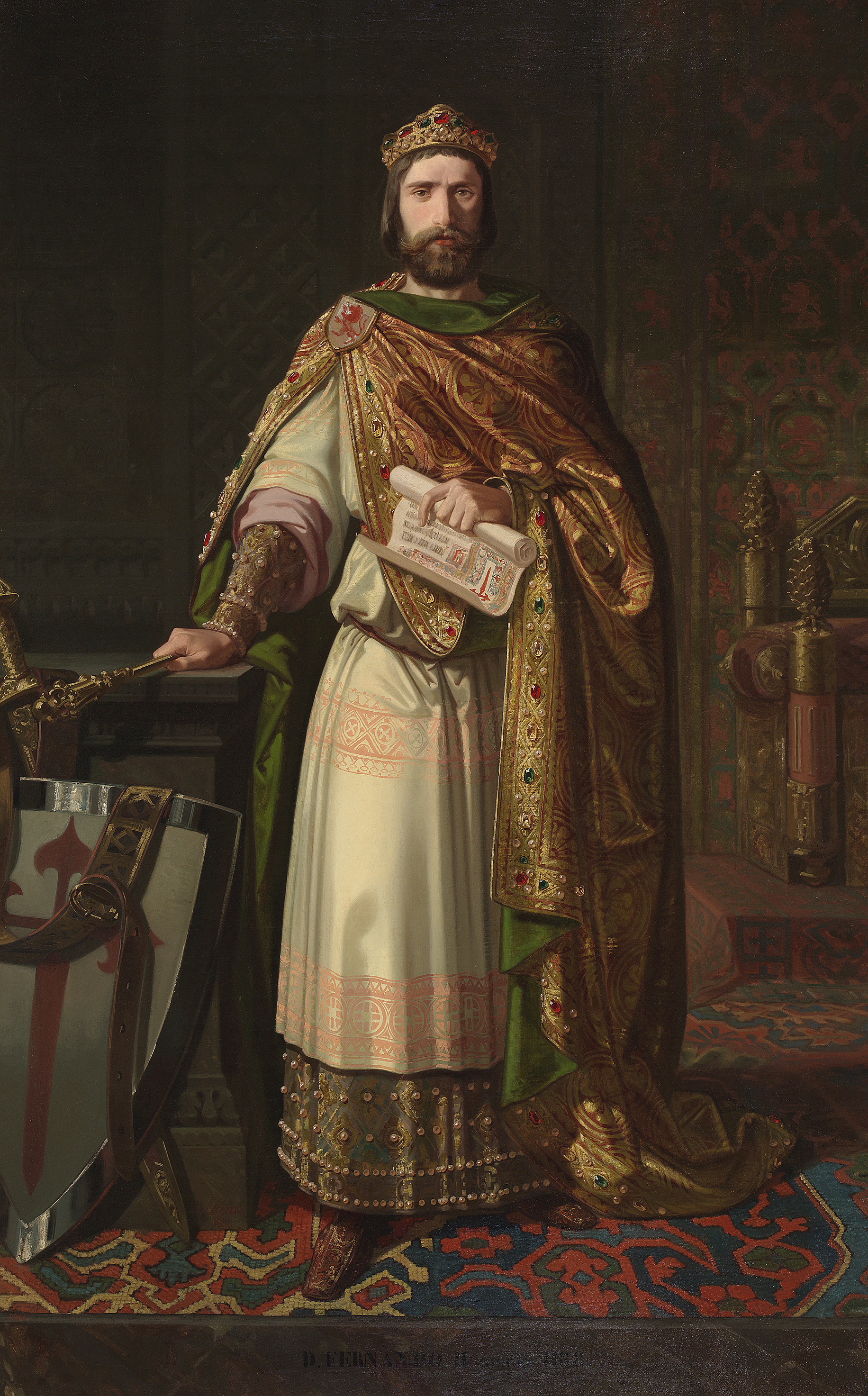
Фердинанд II

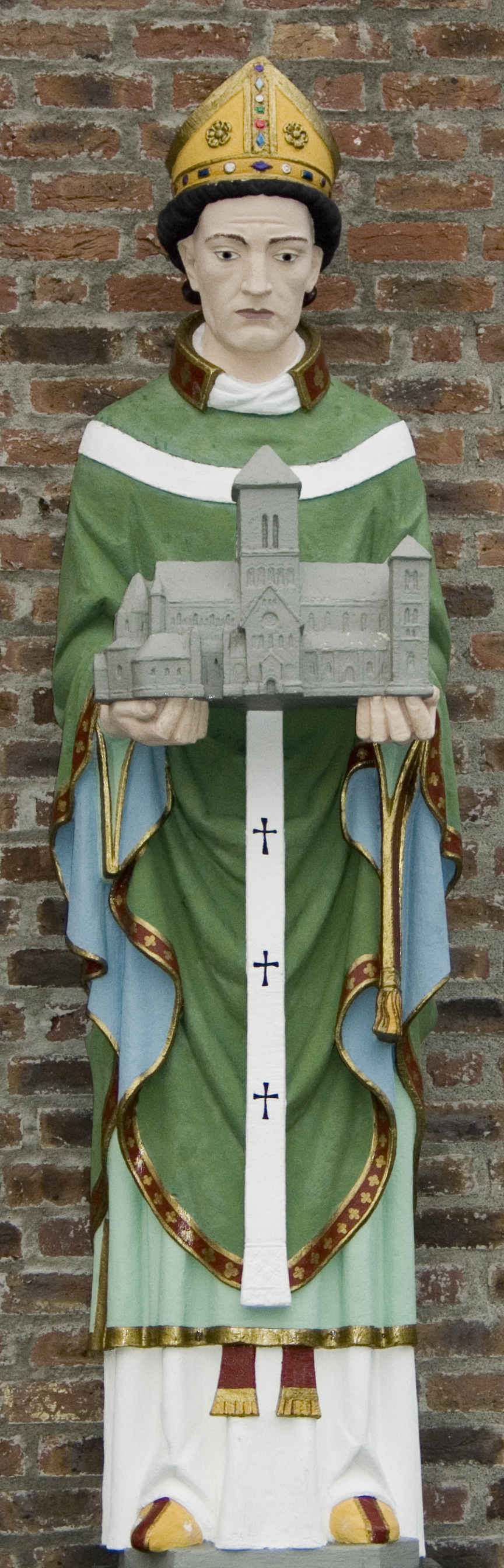
Эйстейн Ерлендссон

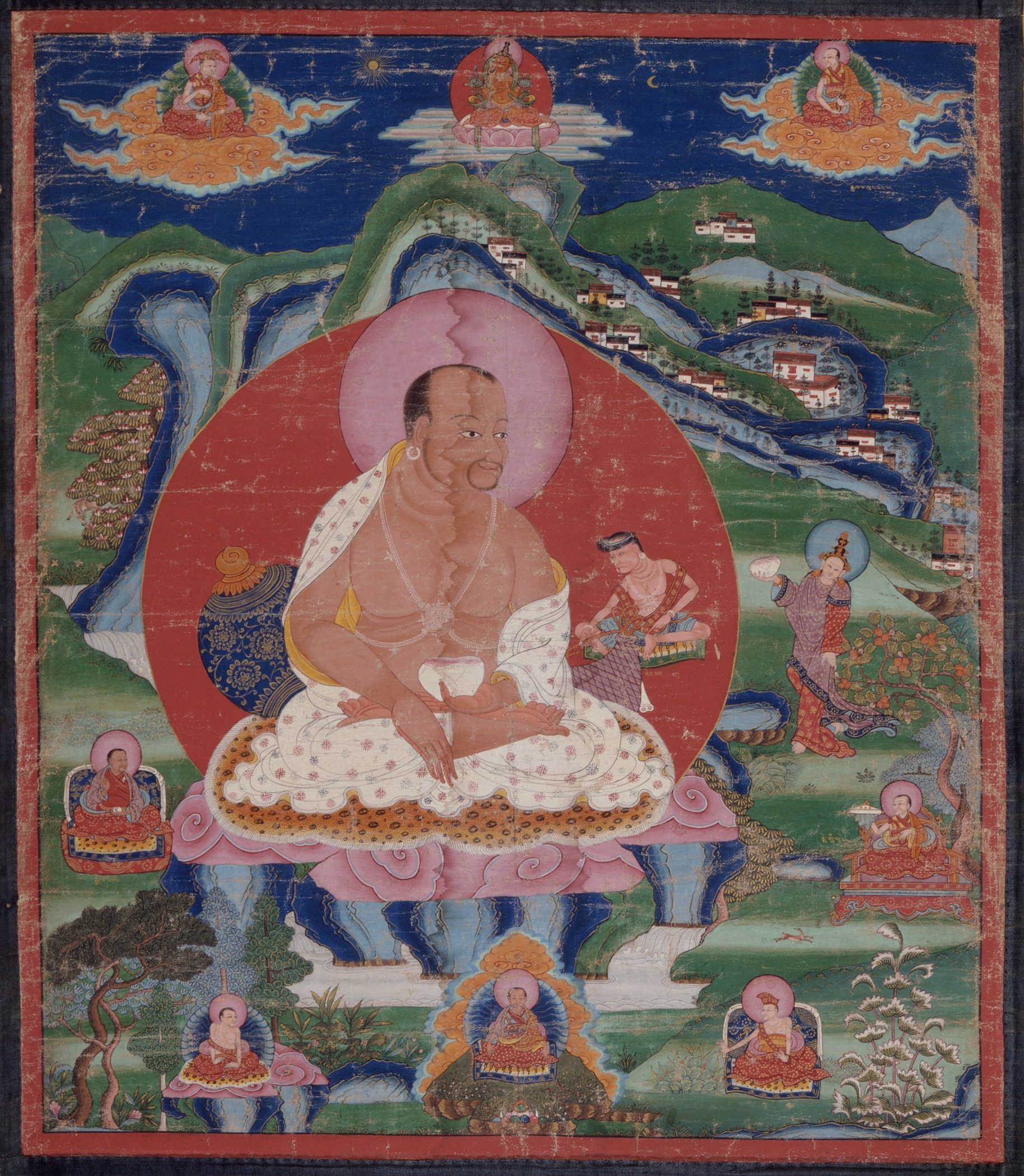
Пема Дордже

В этой статье представлен список известных людей, умерших в 1188 году.
См. также: Категория:Умершие в 1188 году

## Январь
- 22 января — Фердинанд II — король Леона и Галисии (1157—1158)
- 26 января — Эйстейн Ерлендссон — епископ Тронхейма (1157—1188), святой римско-католической церкви[1].

## Февраль
- 10 февраля — Зигфрид[нем.] — епископ Падерборна (1178—1188)

## Март
- 4 марта — Роландо — епископ Доля (1177—1185) кардинал-дьякон Санта-Марии-ин-Портико-Октавиа (1185—1188)
- 31 марта — Фуке[фр.] — епископ Марселя (1170—1178)

## Апрель
- 25 апреля — Тибо[фр.] — епископ Невера (1177—1188)
- Хильдегунда Шенаусская[нем.] — неканонизированная святая римско-католической церкви[2].

## Май
- 19 мая — Жерар Мейнард[фр.] — кардинал-епископ Палестрины (1188).
- Болдуин де Ревьер (3-й граф Дефон) — граф Девон, лорд острова Уайт (1162—1188).

## Июнь
- 6 июня — Сельчук-хатун, дочь сельджукского султана Рума Кылыч-Арслана II, в первом браке жена Артукида Нуреддина Мухаммеда б. Кара-Арслан, а во втором — аббасидкого халифа ан-Насира.

## Июль
- Марси, Анри де — кардинал-епископ Албано (1179—1188). По другим источникам, умер 1 января 1189 года.

## Октябрь
- 11 октября — Роберт I де Дрё — сын французского короля Людовика VI Толстого, первый граф Дрё (1137—1184), участник второго крестового похода.
- 28 октября — Гебхард III[нем.] — последний граф Зульцбахский (1125—1188)

## Ноябрь
- 4 ноября — Тибо Остийский — кардинал-священник Санта-Кроче-ин-Джерусалемме (1171—1178), кардинал-епископ Остия (1183—1188).В 1187 году избран папой римским, но отказался.
- 24 ноября — Усама ибн Мункыз (93) — арабский писатель и полководец.
- Роже Бернар I де Фуа Толстый — граф де Фуа (1147/1148—1188)

## Декабрь
- 4 декабря — Бертольд III — маркграф Истрии (1173—1188) из Андекской династии
- Ричард[англ.] — епископ Уинчестера (1173—1188)

## Дата неизвестна или требует уточнения
- Герхард (Жерар) II — граф де Водемон (1155—1188)
- Ева Мак-Мёрроу[англ.] — графиня-консорт Бекингем (1168—1176), жена Ричарда де Клера
- Йон Кувлунг — король Норвегии (1186—1188), погиб в сражении.
- Олег Ярославич Настасьич — князь Галицкий (1187—1188)
- Пема Дордже[нем.] — основатель традиции Друкпа Кагью тибетского буддизма
- Понс де ла Гуардиа — испанский трубадур.
- Роджер д'Обиньи — англонормандский рыцарь, основатель английского дворянского рода де Моубрей, впоследствии — графов и герцогов Норфолк.
- Симон (IV) де Монфор, сеньор де Монфор (с 1181).
- Томас Д’Ибелин[нем.] — сеньор Рамлы (1187), последний сеньор Ибелина (1187)
- Угоне Делла Вольта[англ.] — архиепископ Генуи (1163—1188)